# Гронинген
Гро́нинген (нидерл. Groningen, МФА: [ˈɣroːnɪŋə(n)], н.-нем. Grunnen, з.-фриз. Grins) — крупнейший город на севере Нидерландов, административный центр одноимённой провинции и одноимённой общины. Население — 243 833 человек (на 1 января 2024 года). Гронинген — университетский город, в нём проживает около 50 000 студентов.

## География
Город расположен на севере Нидерландов в центре провинции Гронинген. Общая площадь составляет 83,69 км² (из них суша — 79,59 км², водная поверхность — 4,10 км²). Общая численность населения составляет 184 777 чел., из них около 45 000 — студенты высших учебных заведений, прежде всего — Университета Гронингена.

## История

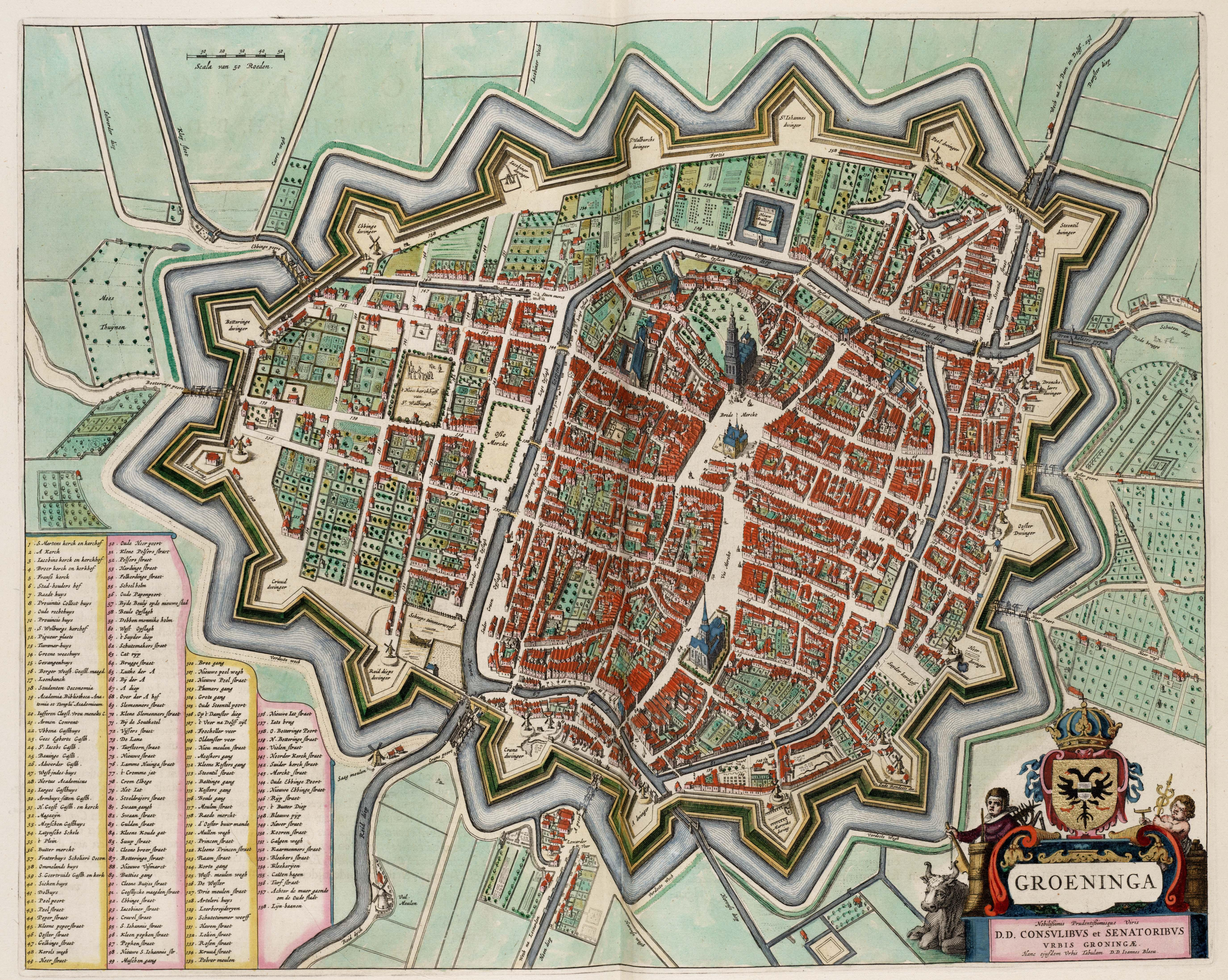
Исторический план Гронингена, 1652 год

Город был основан на самой северной точке района Хондсрюг (Hondsrug). Первое упоминание Гронингена в письменном источнике датируется 1040 годом. На территории города находят культурные слои, которые свидетельствуют о присутствии людей там в 3950—3720 гг. до нашей эры. По данным археологов первое крупное поселение в Гронингене появилось в III веке нашей эры.
В XIII веке, когда Гронинген стал крупным торговым центром, его жители построили городские стены, подчёркивающие его усиливающееся в тот период значение. Город оказывал сильное влияние на окружающие его земли и содействовал приведению в единообразие существовавшие в округе диалекты. Наибольшего расцвета город достиг в XV веке, когда близлежащая провинция Фрисландия управлялась из Гронингена. Независимость города закончилась, когда город решил присоединиться к испанцам в 1594 году во время Восьмидесятилетней войны. Впоследствии Гронинген стал частью Республики Соединённых провинций.
В 1614 году был основан Университет Гронингена. В этот период Гронинген активно развивался, были выстроены новые городские стены. Они пригодились городу в 1672 году в период Третьей англо-голландской войны, когда город осадил архиепископ Мюнстера Бернард вон Гален. Стены устояли, и это событие празднуется ежегодно 28 августа фейерверками и праздничными гуляниями.
В период Второй мировой войны город не подвергался серьёзным разрушениям. Тем не менее центральная площадь Гронингена, или Grote Markt, пострадала в апреле 1945 года во время Битвы за Гронинген. Церковь Св. Мартина с её знаменитой башней, Goudkantoor (известное здание в городе, использовавшееся как место сбора налогов) и городские стены остались невредимы. Битва продолжалась в течение нескольких дней.

## Транспорт

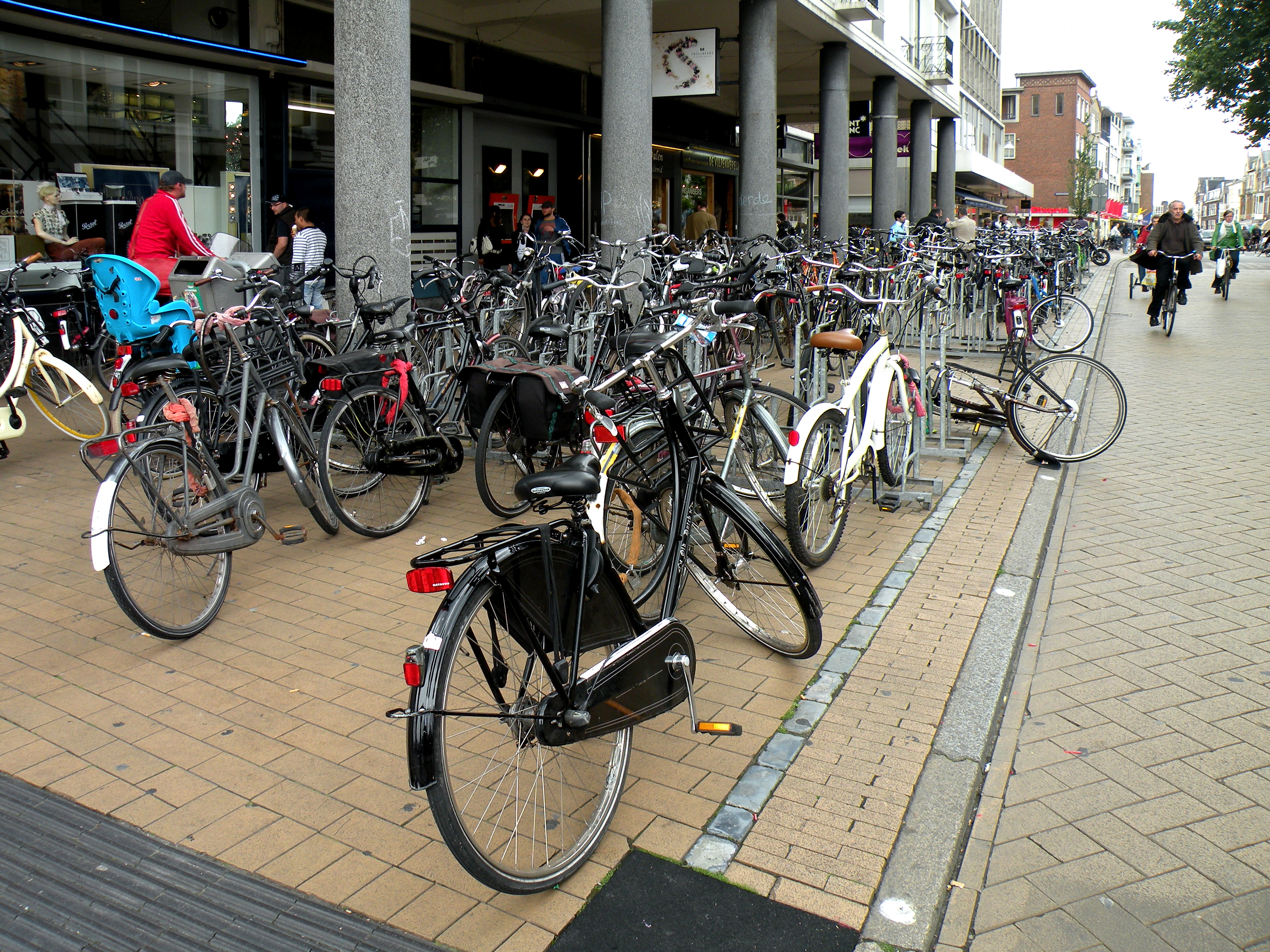
Велосипедная стоянка

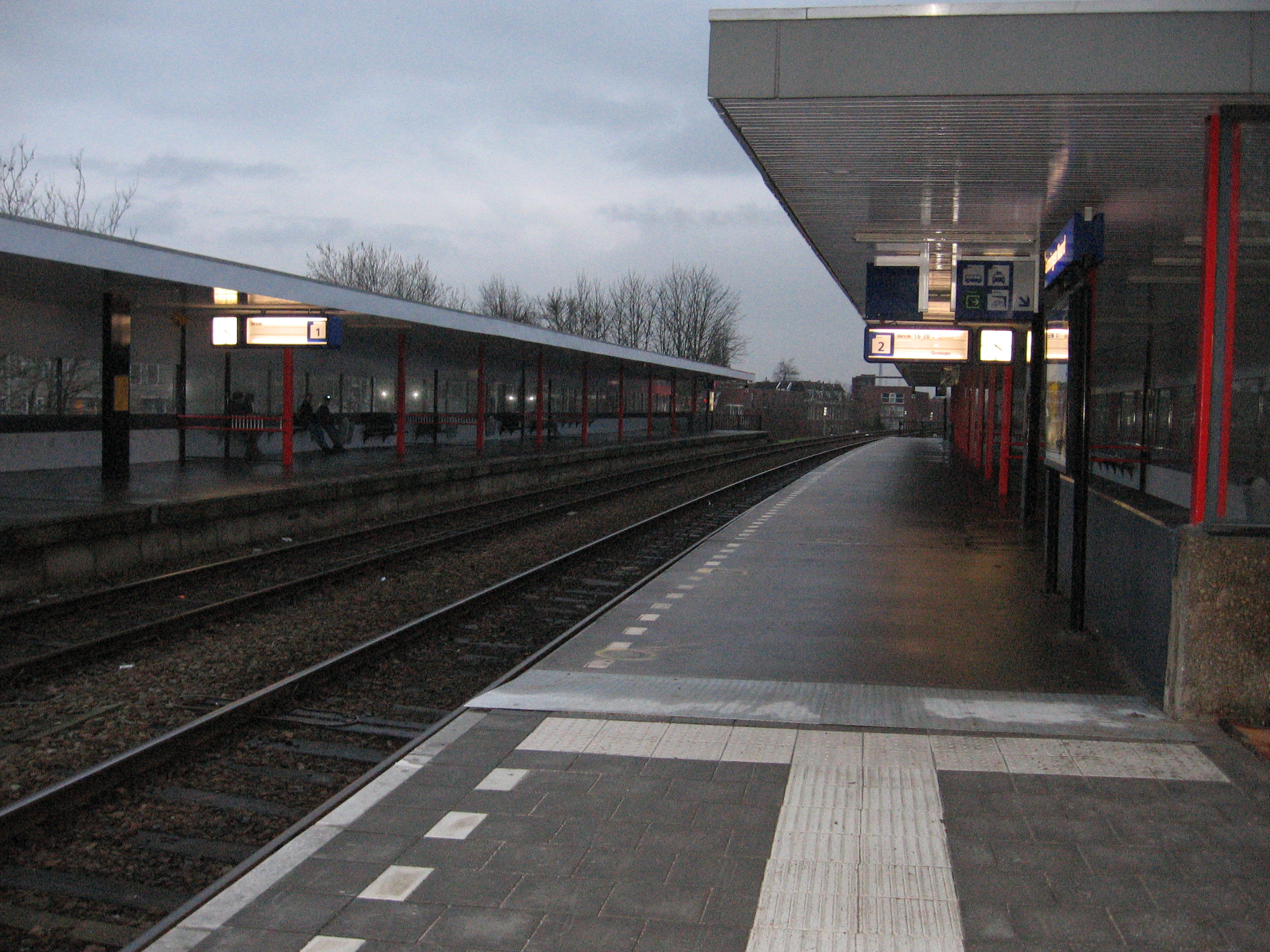
Перрон станции «Гронинген Ноорд»

Гронинген называют «Мировой столицей велосипедистов», свыше 57 % транспортных потребностей города решают велосипеды. Транспортная инфраструктура города адаптирована под нужды велосипедистов, пассажиров общественного транспорта, пешеходов: в Гронингене разветвлённая сеть велосипедных дорожек и стоянок для велосипедов, большие пешеходные зоны в центре города.
Гронинген — железнодорожный узел, В Гронингене расположены три станции, «Гронинген», «Гронинген-Европапарк» и «Гронинген-Норд».
Автомобильная трасса А28 связывает Гронинген с Утрехтом, а А7 с Фрисландией и Амстердамом.

## Образование и культура
Гронинген — небольшой город, но, несмотря на это, он играет значимую роль как центр развития музыки и других видов искусства, образования и деловой активности для севера Нидерландов. Большое число студентов, живущих в Гронингене, также привносят в жизнь города разнообразие.

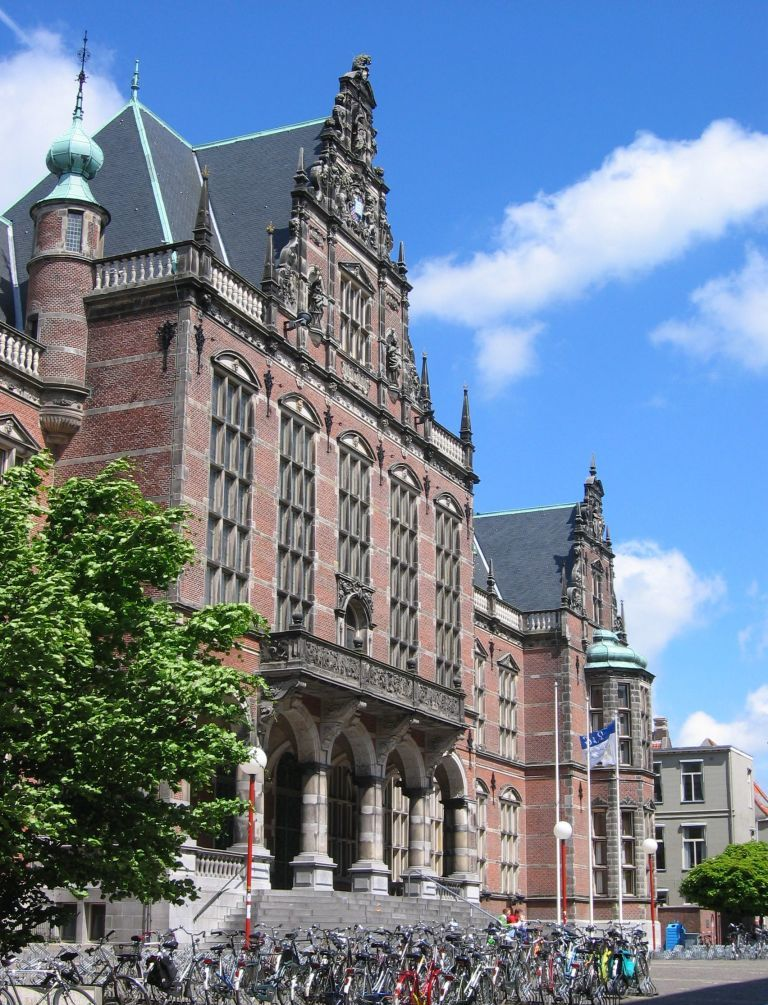
Гронингенский университет

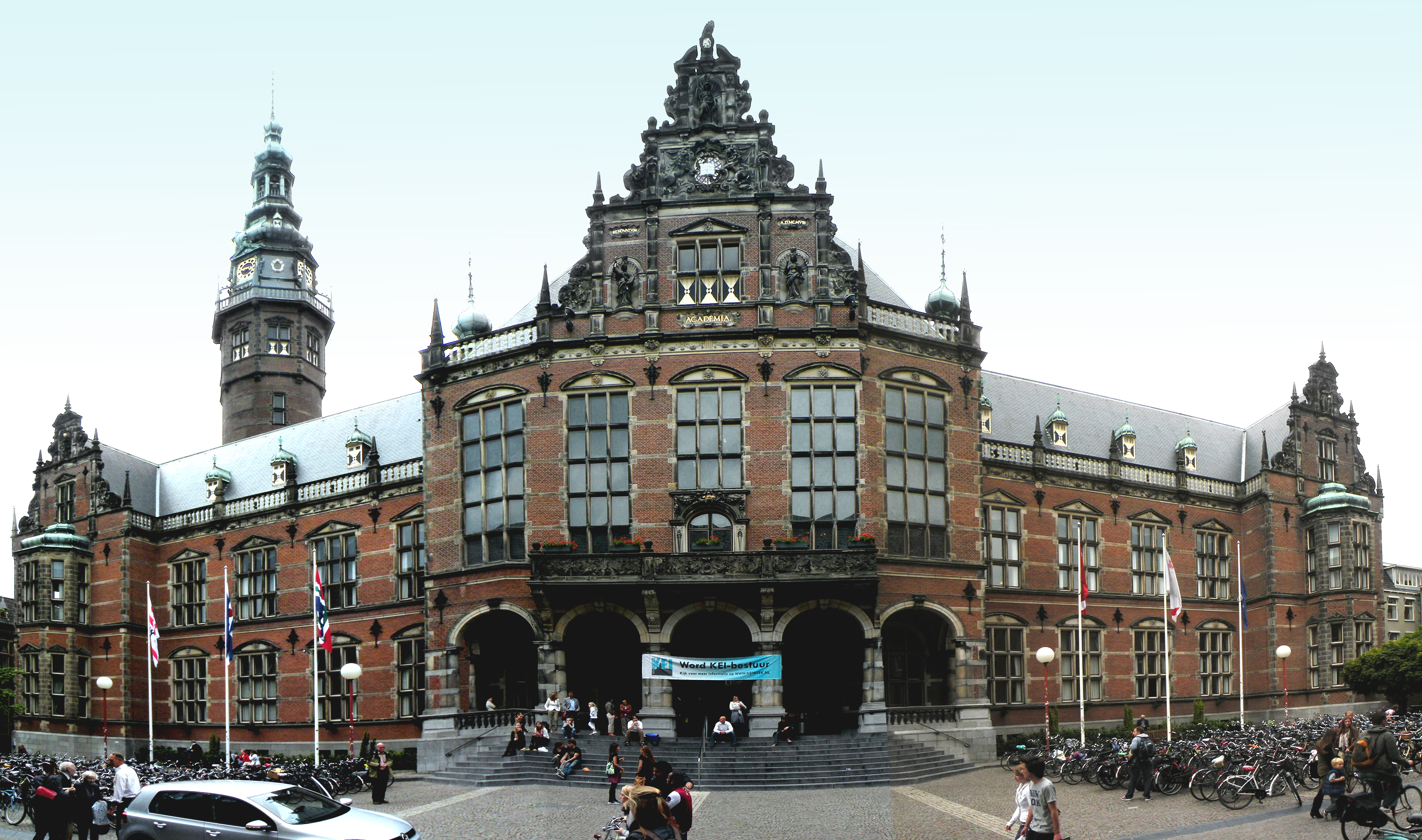
Университет

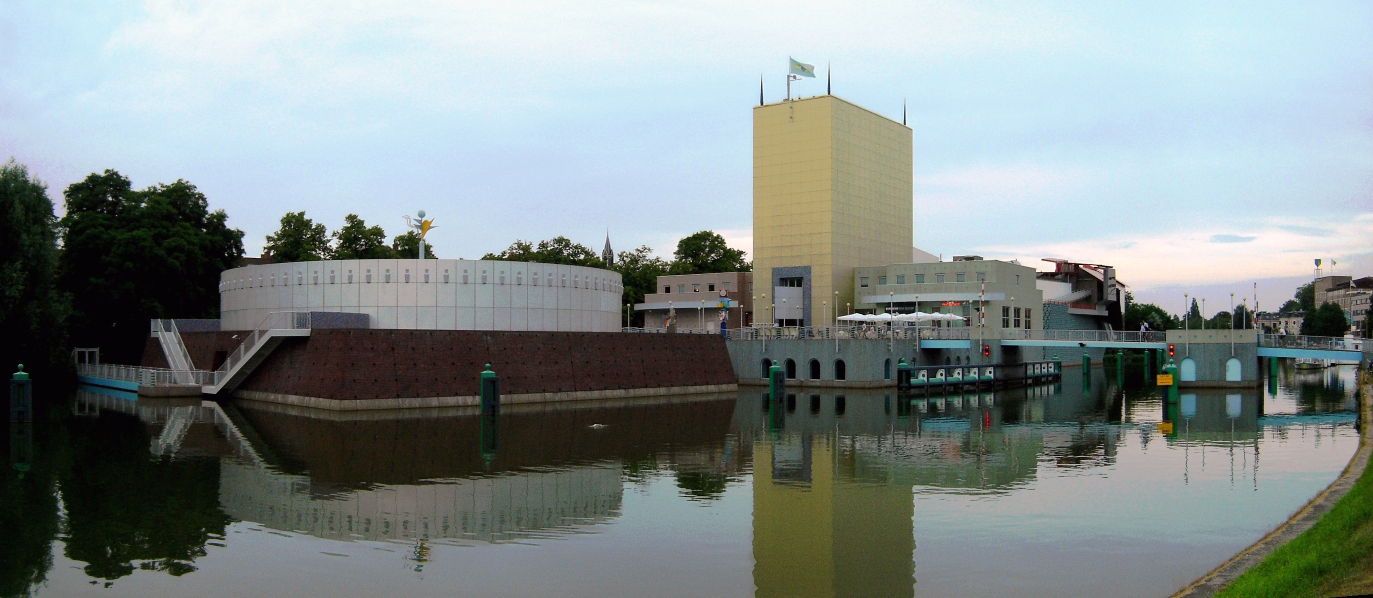
Гронингенский музей

Университет Гронингена был основан в 1614 году, это старейший университет Нидерландов после Лейденского. Именно в этом университете получала образование первая женщина Нидерландов, ставшая доктором наук, Алетта Якобс. Выпускниками университета были Нобелевские лауреаты по физике Хейке Камерлинг-Оннес и Фриц Цернике, а также первый президент Европейского центрального банка Вим Дуйзенберг. Через Университет Гронингена прошло более 200 000 студентов, преподавателей и исследователей.
Стадион «Еуроборг», стадион футбольного клуба «Гронинген», один из наиболее интересных сооружений в городе. Открыт в январе 2006 года, вмещает в себя 20 000 зрителей. Бывший футбольный стадион Гронингена, Oosterpark Stadion, вмещал в себя только 12 500 человек.
Гронингенский музей — наиболее значимый музей Гронингена. Реконструкцию его главного здания проводил итальянский архитектор и дизайнер Алессандро Мендини. Музей был трансформирован в один из самых современных и инновационных центров искусства в Нидерландах. Кроме того, в городе есть Анатомический музей, Северный морской музей, Немейджерский музей Табака, Антропологический музей Герардуса ван дер Лева, Музей графики и Музей Гронингенского университета. В 2019 году в городе открылся культурный центр Форум Гронинген.
В Гронингене есть городской театр Stadsschouwburg, расположенный на Turfsingel. Самый большой театр и концертная площадка в городе называется «Мартини-плаза». Другая крупная культурная площадка расположенная на Trompsingel, называется Oosterpoort.
Vera расположен на Oosterstraat, Grand Theatre на главной площади, и «Симплон» на Boterdiep. Несколько кафе предлагают послушать живую музыку, некоторые специализируются на джазе, одно из подобных заведений — Джаз-кафе «Спигел» на Peperstraat. Гронинген — место проведения фестиваля «Eurosonic», ежегодного музыкального шоу, в котором принимает участие множество команд со всей Европы.

## Климат
В Гронингене умеренный устойчивый климат с относительно прохладным, но продолжительным, летом и тёплыми зимами. Северное море оказывает влияние на погоду в городе, принося с северо-запада сильные ветры и штормы.
| Показатель                    | Янв. | Фев. | Март | Апр. | Май  | Июнь | Июль | Авг. | Сен. | Окт. | Нояб. | Дек. | Год   |
| ----------------------------- | ---- | ---- | ---- | ---- | ---- | ---- | ---- | ---- | ---- | ---- | ----- | ---- | ----- |
| Средний суточный максимум, °C | 4,4  | 5,0  | 8,6  | 12,2 | 17,0 | 19,4 | 21,4 | 21,9 | 18,2 | 13,5 | 8,4   | 5,5  | 13,0  |
| Средний суточный минимум, °C  | −0,8 | −0,8 | 1,2  | 2,7  | 6,5  | 9,1  | 11,3 | 11,1 | 8,8  | 5,6  | 2,5   | 0,5  | 4,8   |
| Норма осадков, мм             | 69   | 44,9 | 61,3 | 44,1 | 57,5 | 72,6 | 73   | 56,6 | 71,8 | 69,8 | 78,1  | 75   | 773,7 |
| Источник:                     |      |      |      |      |      |      |      |      |      |      |       |      |       |

## Города-побратимы
- Грац (Австрия)
- Джебалия (Палестинская автономия)
- Злин (Чехия)
- Калининград (Россия)
- Катовице (Польша)
- Мурманск (Россия, с 1989)[4]
- Ньюкасл-апон-Тайн (Великобритания)
- Оденсе (Дания)
- Ольденбург (Германия)
- Сан-Карлос (San Carlos; Никарагуа)
- Таллин (Эстония)
- Тяньцзинь (Китай)

## Галерея

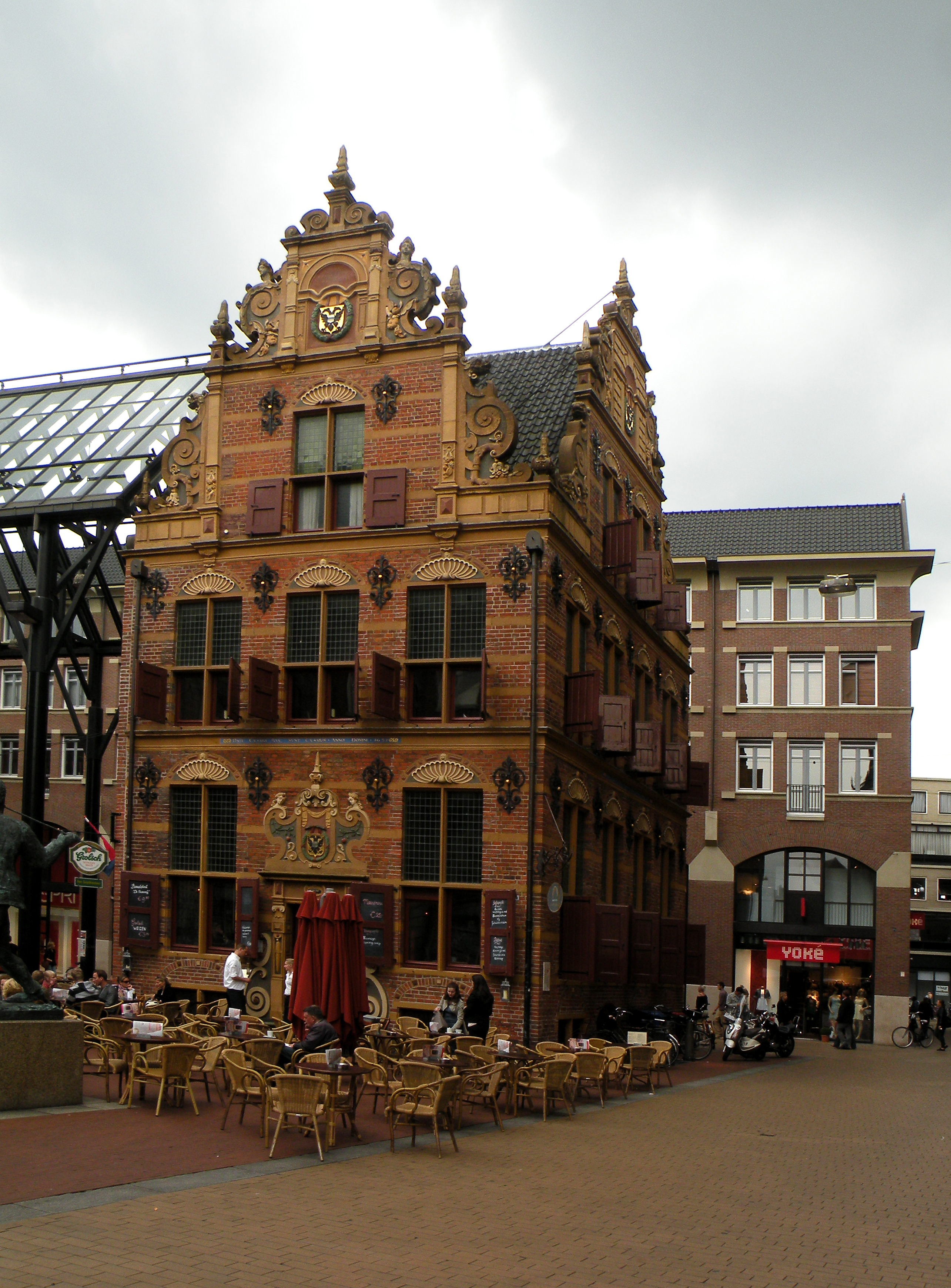
Goudkantoor
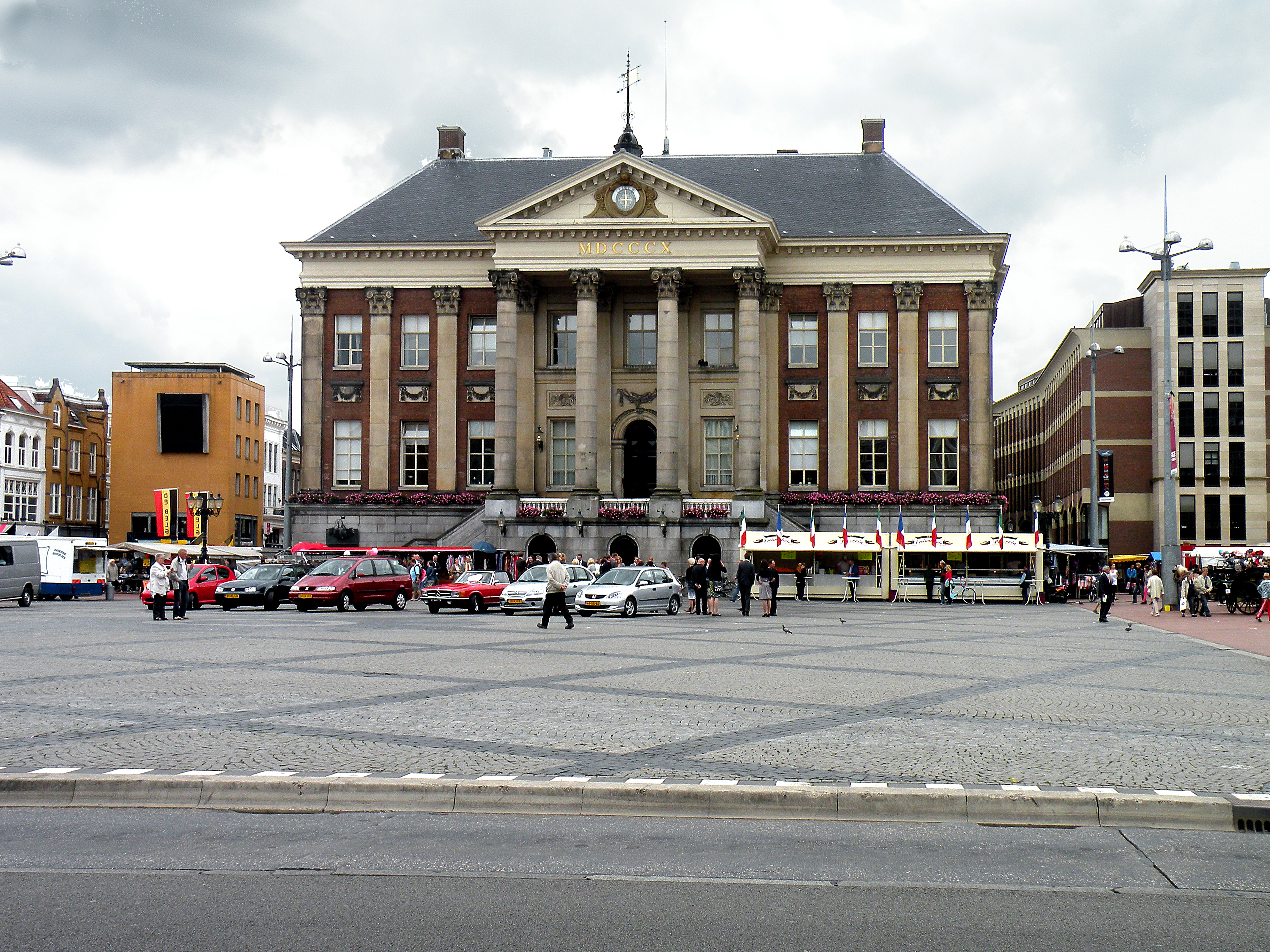
Ратуша
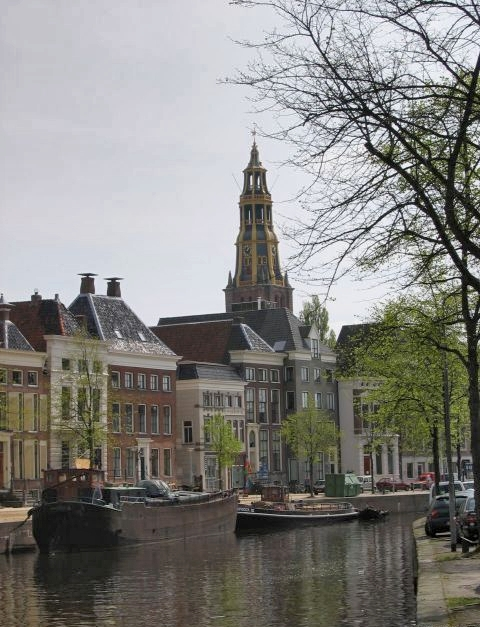
Канал и Церковь Аа
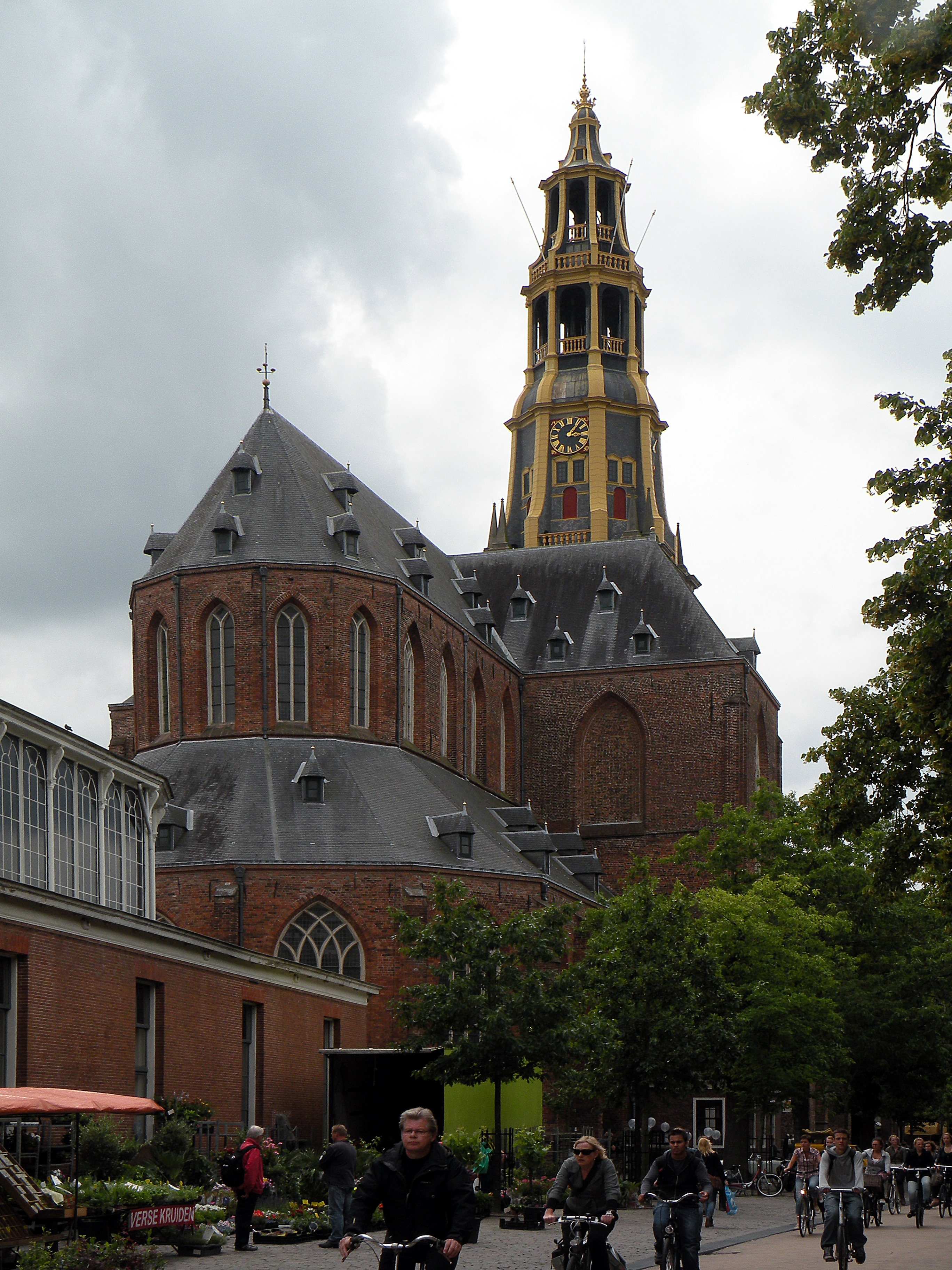
Церковь Аа